# Иваново-Ясиновка
Иваново-Ясиновка — хутор в Матвеево-Курганском районе Ростовской области.
Входит в состав Большекирсановского сельского поселения.

## Население
| 2010 |
| ---- |
| 119  |

## Улицы
| - пер. Дружный, - пер. Мира, - пер. Речной, - пер. Ясиновский, | - ул. 1 Мая, - ул. Подгорная, - ул. Калинина. |